# Liga Polskich Miast i Miejsc UNESCO

Flaga UNESCO

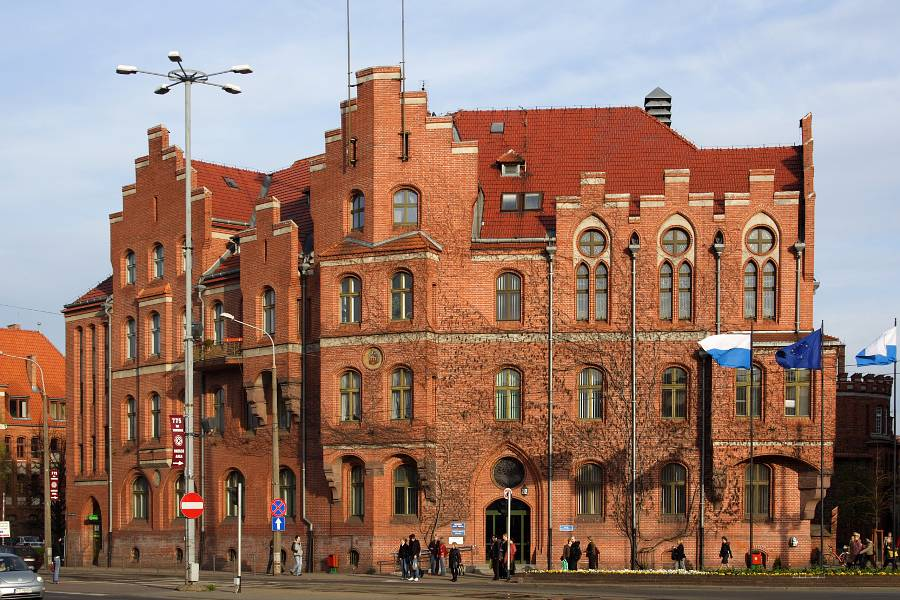
Budynek Urzędu Miasta Torunia, w którym znajduje się biuro Ligi Polskich Miast i Miejsc UNESCO

Liga Polskich Miast i Miejsc UNESCO – powstała w Zamościu organizacja zrzeszająca niektóre instytucje i samorządy w Polsce, związane z miejscami wpisanymi na Listę Światowego Dziedzictwa Kulturowego i Przyrodniczego UNESCO. Siedzibą Ligi jest Toruń.

## Historia
Polska jest jednym z pierwszych państw-sygnatariuszy Konwencji Dziedzictwa Światowego. Zgodnie ze stanem z lipca 2022 roku, na Listę Światowego Dziedzictwa zostało wpisanych 17 miejsc z Polski.
26 czerwca 2004 roku, na II Forum Polskich Miast i Miejsc UNESCO, niektóre polskie samorządy i instytucje, opiekujące się bądź terenowo związane z miejscami wpisanymi na Listę Światowego Dziedzictwa, zawiązały Ligę Polskich Miast i Miejsc UNESCO. Miało to służyć współpracy, lepszej promocji obiektów oraz krzewieniu działań kulturalnych i wspierania turystyki.

## Władze
Władze Ligi:
- Zbigniew Fiderewicz – Prezes Zarządu
- Ewa Nekanda-Trepka – Wiceprezes Zarządu
- Emilian Bera – Wiceprezes Zarządu
- Beata Moskal-Słaniewska – Sekretarz Zarządu
- ks. Mariusz Jachymczak – Skarbnik

## Członkowie Ligi Polskich Miast i Miejsc UNESCO
Ligę Polskich Miast i Miejsc UNESCO w Polsce tworzą:
| Zdjęcie | Nazwa |   | Rok wpisu        |
| ------- | --- | - | ---------------- |
|         | Stare Miasto w Krakowie                                                                                            | K | 1978             |
|         | Królewskie Kopalnie Soli w Wieliczce i Bochni                                                                      | K | 1978, 2013       |
|         | Auschwitz-Birkenau. Niemiecki nazistowski obóz koncentracyjny i zagłady (1940–1945)                                | K | 1979             |
|         | Białowieski Park Narodowy – (wspólnie z Białorusią)                                                                | P | 1979, 1992, 2014 |
|         | Stare Miasto w Warszawie                                                                                           | K | 1980             |
|         | Stare Miasto w Zamościu – przykład renesansowej zabudowy miejskiej                                                 | K | 1992             |
|         | Zespół Staromiejski Torunia – Stare Miasto, Nowe Miasto oraz Zamek Krzyżacki                                       | K | 1997             |
|         | Zamek Krzyżacki w Malborku                                                                                         | K | 1997             |
|         | Kalwaria Zebrzydowska: manierystyczny zespół architektoniczny i krajobrazowy oraz park pielgrzymkowy z XVII w.     | K | 1999             |
|         | Kościoły Pokoju w Jaworze i Świdnicy                                                                               | K | 2001             |
|         | Drewniane kościoły południowej Małopolski – Binarowa, Blizne, Dębno Podhalańskie, Haczów, Lipnica Murowana, Sękowa | K | 2003             |
|         | Park Mużakowski nad rzeką Nysą (wspólnie z Niemcami)                                                               | K | 2004             |
|         | Hala Stulecia (Hala Ludowa) we Wrocławiu                                                                           | K | 2006             |
|         | Drewniane cerkwie regionu karpackiego w Polsce i na Ukrainie (wspólnie z Ukrainą)                                  | K | 2013             |
|         | Kopalnia rud ołowiu, srebra i cynku wraz z systemem gospodarowania wodami podziemnymi w Tarnowskich Górach         | K | 2017             |
|         | Krzemionkowski region prehistorycznego górnictwa krzemienia pasiastego                                             | K | 2021             |